# Atlantocuma tenue
Atlantocuma tenue är en kräftdjursart som beskrevs av Jones 1984. Atlantocuma tenue ingår i släktet Atlantocuma och familjen Bodotriidae. Inga underarter finns listade i Catalogue of Life.